# Nox (видео игра)
Nox е екшън ролева игра, разработена и публикувана от Westwood Studios и Electronic Arts през 2000 г. за Microsoft Windows. В нея се описва подробно историята на Джак, млад мъж от Земята, който е пренесен в паралелна вселена с висока фантастика и трябва да победи злата магьосница Хекуба и нейната армия от некроманти, за да се върне у дома. В зависимост от избора на играча на клас герой в началото на играта (воин, магьосник или магьосник), играта следва три до голяма степен различни линейни сюжетни линии, всяка от които води до своя уникален край. В мултиплейъра играчите могат да се състезават един срещу друг в различни режими на игра, като смъртен мач и улавяне на флага, докато свободно изтегляемият разширителен пакет NoxQuest добави кооперативен мултиплейър режим. Като цяло играта беше добре приета от критиците и медиите.

## Геймплей
Играчът контролира Джак от наклонена перспектива с мишката и няколко предварително дефинирани клавишни комбинации. Линията на зрение е ограничена от иновативна  и добре приета  система за мъгла от война, наречена „TrueSight“, която динамично затъмнява части от екрана, които Джак не може да види от текущата си позиция. Кампанията за един играч се състои от множество локации, които Джак трябва да изследва, убивайки врагове и чудовища и помагайки на съюзниците си. По-голямата част от времето на играта се прекарва в подземия, пустини или селища, където Джак събира точки опит и предмети като оръжия, броня и магии, които могат да бъдат оборудвани, научени или продадени на търговци, намиращи се на много места по време на играта. Историята е разказана чрез диалог с герои, които не са играчи, изрязани сцени с помощта на игровия двигател и няколко предварително изобразени видеоклипа с пълно движение.
В зависимост от класа на героите, който играчът избира в началото на играта, стилът на игра варира значително. Героите-воини(Warrior) могат да оборудват почти всички брони и оръжия за меле, налични в играта, но не могат да използват лъкове, магически пръчки или магически заклинания. Те имат пет специални способности, подобни на заклинания, но вместо да използват магически точки като другите два класа, те се презареждат с течение на времето. Заклинателят(Conjurer) е специализиран в заклинания на различни чудовища, намиращи се в цялата игра, лекуването на себе си и неговите съюзници и използването на лъкове и арбалети. Той има по-малък набор от магии от магьосниците, но може да призовава чудовища, за които е научил от предмети, наречени „Свитъци на животни“. Като алтернатива, те могат да опитомят диви животни и чудовища да ги следват и да се бият за тях. Магьосникът(Wizard) е много ограничен в екипирането с оръжия и броня и има много малкоточки живот, но може да научи най-големия набор от магий, които да използват не само за убиване на врагове, но и да се телепортира, да стане невидим и да лекува себе си и неговите съюзници. Благодарение на произхода си като симулатор на магически битки за мултиплейър,  магическата система е сложна и позволява комбинации от заклинания и капани, вдъхновени от Magic: The Gathering . 
Оръжията в играта се предлагат в много разновидности и до голяма степен са ограничени до определени класове: повечето оръжия за меле и няколко оръжия за далечно действие могат да се използват само от воини; лъкове и арбалети, от заклинатели; и много магически тояги, от магьосници. Някои оръжия притежават магии, които добавят магически бонус към физическите щети, които нанасят на враговете. Бронята също може да бъде омагьосана, предпазвайки притежателя от определени видове вреди (огън, отрова и др.). С много малки изключения и оръжията, и бронята се износват, когато се използват, така че играчът трябва или да ги поправи от търговци на NPC, или да ги замени с нови елементи. В няколко точки от кампанията за един играч, неиграещи герои временно следват Джак, или за да му помогнат, или за да бъдат отведени на безопасно място от него. Тези NPC не могат да бъдат нито контролирани от играча, нито оборудвани с по-добри предмети. Но те могат да използват храната, за възвръщане на живителните си точки.
Пакетът за разширение NoxQuest въведе едноименния кооперативен мултиплейър режим, при който отборът на играча трябва да се движи през различни места, убивайки чудовища и плячкосвайки предмети. Първоначално Westwood управляваше онлайн система за класиране по стълбица от мачове за мултиплейър на Nox и базирани на отбори „Clan Maches“, но оттогава тя беше закрита. Онлайн услугите на играта бяха официално заменени с пренасочване към сървърния портал XWIS  поддържайки възможността за игра онлайн; функция, споделена от други заглавия на Westwood Studios Command &amp; Conquer .

## История

### Синопсис
Предисторията на Nox се обяснява чрез интро и екрани за зареждане на местоположението. Няколко десетилетия преди пристигането на Джак в Страната на Нокс (едноименната измислена обстановка на играта), група некроманти се опитали да завземат контрола над света, но били спрени от легендарния герой Джандор(Jandor), притежаващ артефактно оръжие, наречено „Жезълът на забвението“(the Staff of Oblivion). След поражението на некромантите, Джандор хванал душите им в капан в магическото кълбо, след което Архимагьосникът Хорват(Horvath) го пренесъл в друго измерение, което по-късно разкрива, че е съвременната Земя. Едно от последните дела на Джандор по време на войната е спасяването на бебе от женски пол, което открива в леговището на некромантите: несигурен какво да прави с евентуално потомство на некромантите, той оставил момичето на грижите на селото на огрите(Ogre village). След това той разглобил жезъла и дал всяко парче на една от трите мощни фракции в играта: Огнените рицари от крепостта Dün Mir (алебардата на ужаса), магьосниците от замъка Galava (Сърцето на Нокс) и магьосниците от храма на Ix (Странният звяр). След това той приема прякора „Капитан на дирижабъла“, под който играе ролята на наставник на играча през цялата игра.
Играта започва с предварително изобразено видео на пораснала Хекуба, момичето некромант, която преоткрила корените си и се провъзгласила за Кралица на некромантите, призовавайки кълбото обратно от Земята, за да увеличи значително силата си. Въпреки това, нейната магия също пренася настоящия собственик на артефакта, Джак (който вярва, че това е декорация на камина), в Страната на Нокс. Джак пада на дирижабъла на Джандор и в този момент сюжетните линии се разклоняват, в зависимост от избора на играча кой клас ще избере. Воините започват играта близо до подземната крепост Дюн Мир; заклинателите, близо до село Ix; и магьосници, близо до замъка Галава. След завършване на някоя от сюжетните линии, гласът на капитана на дирижабъла по време на въртящите се кредити подканва играча да завърши играта, използвайки друг клас.
- След като пристигнат Dün Mir, воините трябва да преминат през Gauntlet (това е лабиринт, пълен с чудовища), за да докажат уменията си на лорд Horrendous и да получат ранг на „Огнен рицар“. След това Horrendous изпраща играча в селото на Ix, за да помогне на стрелците да се отърват от чудовища, подобни на таралеж, тормозещи селището. На връщане Джак се сблъсква с някои немъртви и за да ги разследва, капитанът на дирижабъла го пренася до Field of Valor(Полето на доблестта), бойното поле, превърнато в гробище на войната на некромантите. В криптите под полето играчът за първи път се сблъсква с Хекуба и трябва да се бие с един от нейните привърженици-некроманти и много немъртви. Джак излиза от криптите, за да намери близкия град Brin(Брин), опустошен от нашествието на огрите, и му е поверено да спаси група жени, отведени в селото на огрите Грок Тор. След това пристига Джандор и казва на Джак да събере отново жезъла на забвението и да победи Хекуба с него. Първата част, която трябва да бъде извлечена, е Алебардата на (Horrendous)Ужасния, така че Джак се връща в Дюн Мир, сега обсаден от немъртви, и става свидетел как Хекуба убива Военачалника му. Той успява да извлече Алебардата и пътува до замъка Галава, за да събере втората част от жезъла, Сърцето на Нокс, охранявано от враждебни магьосници (защото магьосници воини са във война). Третата част е Странното, живо същество, държано в храма на Ix и охранявано от мощни чудовища. Последната част е самото кълбо, така че Джак трябва да намери пътя си към Страната на мъртвите на некромантите през мрачното блато. След като събира отново жезъла, той следва Хекуба в подземния свят и я побеждава в кулминационната финална битка. След смъртта ѝ Джак незабавно се прехвърля обратно на Земята през магически портал.
- Заклинателите започват играта в околностите на село Икс. Първите задачи на Джак са да открие бъдещия си ментор Aldwyn(Олдуин) и да разчисти същото чудовищно леговище, както и в сюжетната линия на воина. Третата задача е да се спасят работниците от Mana Mine близо до село Ix, които са сполетени от чудовища и разпръснати из мините. Подозирайки Хекуба зад инцидента с мината Мана, капитанът на дирижабъла изпраща Джак в Полето на доблестта. Тази част от играта е идентична с маршрута на воина, с изключение на това, че играчът трябва да извлече Amulet of Teleportation(Амулета за телепортиране) на архимагьосника Хорват от Грок Тор, вместо да спасява жени от Брин. След като извади алебардата от Хорендос, Джак пътува до Галава, за да я намери залята от огрите. За разлика от воина, магьосникът е подпомаган от магьосниците и Хорват се жертва, за да позволи на Джак да избяга от Хекуба. Извличането на Weirdling и останалата част от играта е идентично с сюжетната линия на воина, но финалът е различен: използвайки способностите си да притежава бодигардовете-огри на Хекуба, Джак хваща душата ѝ в кълбото, а финалното видео вижда как Джандор обмисля как да го транспортира обратно у дома.
- Маршрутът на магьосниците започва близо до замъка Галава, където Джак е обучаван от архимагьосника Хорват. Първата задача е да се намери изчезналия чирак на Хорват, чиято смърт кара Архимагьосника да го замени с Джак. Сега чирак на магьосник, главният герой изпълнява множество задължения около Галава, едно от които го вижда да се бие с некромант. Подобно на другите две сюжетни линии, капитанът на дирижабъла транспортира Джак до Полето на доблестта след това и сюжетът остава същият, с изключение на това, че самият Хорват трябва да бъде спасен от селото на Ogre. За разлика от воина и заклинателя обаче, магьосникът трябва да вземе Алебардата от Horrendous (Ужасния), като го убие. Джак се връща в замъка Галава, където Хорват му предава Сърцето на Нокс, преди да бъде убит от Хекуба, която също телепортира Джак в подземния свят. След като избяга от него, Джак връща Странното и пътува до Страната на мъртвите, както при другите маршрути. Въпреки това, героите на магьосниците получават обратен завършек, при който след като е победена, Хекуба се превръща в очевидно невинна и амнезична версия на себе си. Последните думи на Джак в играта предполагат, че той остава в Страната на Нокс с изкупената Хекуба.

### Герои
- Jack Mower[6] е главният герой на играта. В началото на историята той живее в трейлър с приятелката си Тина на Земята и е собственик на Кълбото. След като магията на Хекуба го пренася в Страната на Нокс заедно с Кълбото и неговия телевизор, той е обучен от Джандор и Ужасния, Олдуин или Хорват, за да стане новият герой на Нокс. По пътя на воина Джак се завръща на Земята; в пътя на магьосника завръщането му у дома остава несигурно; и по пътя на магьосника той остава в Нокс. Той е озвучен от Шон Уилям Скот.[7]
- Hecubah е самопровъзгласилата се Кралица на некромантите и главният антагонист на играта. Нейният произход е неизвестен, тъй като Джандор я намира в Страната на мъртвите след войната на некромантите и я оставя да се грижи за село на огри. Нейната магия призовава както кълбото, така и Джак в Страната на Нокс, което в крайна сметка води до нейната смърт. Джак я убива както по пътя на воина, така и по пътя на магьосника, но като магьосник той успява да пречисти душата ѝ, превръщайки я в невинна и амнезична версия на себе си. Озвучава се от Джоана Касиди.[7]
- Jandor, известен още като „Капитан на дирижабъла“, е легендарният герой от войната на некромантите, който победи армията на некромантите с жезъла на забравата. След това той прие самоличността на ексцентричен стар капитан на дирижабъла, който играе ролята на наставник на Джак през цялата игра. Истинската му самоличност се разкрива по средата на играта, когато той инструктира Джак да събере отново жезъла. Той е озвучен от Алън Опенхаймер.[7]
- Warlord Horrendous е водачът на Огнените рицари на крепостта Dün Mir и пазителят на първата част от жезъла на забравата, Алебардата, кръстена на него. По пътя на воините той обучава Джак за кратко, преди да го изпрати в Село Икс. Във всички сюжетни линии Ужасният е убит, преди Джак да придобие алебардата, или от Хекуба, или от самия Джак (като магьосник). Той е озвучен от Марк Ролстън.[7]
- Aldwyn the Conjurer е най-могъщият фокусник в Страната на Нокс, който за кратко обучава Джак в пътя на фокусника. Той е слабо свързан с храма на Икс, където се съхранява Странното, и живее далеч на изток от село Икс. Той е брат на Mordwyn The Druggist. Олдуин е озвучен от Уорън Бъртън.[7]
- Архмагьосникът Хорват е главата на магьосниците от замъка Галава, където се съхранява Сърцето на Нокс, втората част от жезъла на забравата. Той не се появява в пътя на воина, но е видна фигура в този на магьосника, където първо приема Джак като свой чирак, след това е спасен от него от селото на Огрите и накрая се жертва, за да позволи на Джак да избяга от Хекуба. Той е озвучен от Иън Абъркромби.[7]
- Morgan Lightfingers е известен крадец и измамник, когото всички класове срещат при различни обстоятелства: Магьосникът трябва да го хване в началото на играта, докато Воинът трябва да му сътрудничи, за да избяга от затвора Castle Galava; на Conjurer, Морган просто продава евтин лък. Той е озвучен от Уорън Бъртън. [7]
- Mordwyn the Druggist е братът на Aldwyn, който живее в Мрачното блато и се появява късно във всеки игров маршрут, за да помогне за кратко на Джак в неговото търсене. Той е озвучен от Бил Уудсън, който също осигурява гласа на разказвача в играта. [7]
- Gearhart е главният инженер на Dün Mir, чиято похвала е необходима, за да може Джак да кандидатства за ранг на рицар на огъня. Той е озвучен от Майкъл С. Бут, [7] който също е автор на оригиналната концепция на играта и нейният водещ програмист.
- Mayor Theogrin е страхливият началник на Село Икс. Той играе второстепенна роля в маршрутите на воини и магьосници. Той е озвучен от Лий Пери.[7]
- Tina е приятелката на Джак на Земята, която се появява в интрото и видеото за края на воина. Тя е озвучена от Сюзън Чеслър. [7]

## Развитие

### Производство
Разработването на играта започва през 1995 г. като личен проект на Майкъл Бут,  бъдещият технически директор и водещ геймплей дизайнер на играта. Запален геймър, Бут започва да програмира свои собствени игри на компютри Apple II и Commodore VIC-20, докато е още в училище, и започва да работи върху Nox „в свободна спалня на [неговата] къща“ в колежа. За да помогне за производството на играта, той е съосновател на Hyperion Technologies, компания, която също работи върху симулатори за шофиране. След като Бут показа демонстрация на Nox на Джон Хайт, изпълнителен продуцент на Westwood Studios, на конференцията на разработчиците на игри през 1997 г., Westwood решава да го придобие и премества екипа за разработка в Калифорния. 
Първоначално Бут си представяше играта като „актуализирана версия на Atari 's Gauntlet “, фокусираща се върху магическа битка в реално време в духа на Magic: The Gathering и Mortal Kombat .  Вдъхновен от „епичните битки с магьосници“, описани във фентъзи литературата, Буут искаше да създаде „ игра за битка с магьосници за много играчи“  и реши да я постави в средновековна фантастична обстановка.  Едва когато Westwood започна да работи върху играта, тя започна да клони към жанра RPG и бяха добавени още два класа (воин и фокусник) и кампания за един играч. 
Първоначално играта е била предназначена да се играе с геймпад, със заклинания, правени чрез бързо натискане на няколко бутона, вдъхновени от комбинациите на Mortal Kombat , но в крайна сметка тя е била счетена за „голяма бариера за нови и по-малко сръчни играчи“ и е заменена с цифрови бързи клавиши и движение, контролирано от мишката. Остатъците от тази система обаче все още се виждат в пуснатата игра под формата на срички и икони с жестове с ръце, придружаващи четенето на всяко заклинание. Системата за виждане „TrueSight“ е програмирана от Booth в началото на разработката и послужи като един от крайъгълните камъни на играта. 
Играта е невероятно бърза, изисква светкавични рефлекси и движения на ръцете. Магьосниците трябва да бъдат особено бързи с ръце, тъй като превключването през слотове за заклинания 5x5 в средата на битка е необходимост, като използвате обелиски и други препятствия, за да се предпазите от опоненти. Воините трябва да използват прецизност и да тичат много, за да предскажат пътищата на движение и да нанесат удар в точния момент. Магьосниците са най-крехкият клас, но с най-смъртоносните заклинания и оръжия, намиращи ъгли и използващи чудовища като щит.
Мултиплейър режимите са вдъхновени от онлайн шутърите от първо лице, като Quake и Unreal, и двата от които екипът на разработчиците играе широко. 

### Маркетинг
Играта беше „една от най-раздвижените игри“ на E3 1999  и добре приета от журналистите.  По-специално, те похвалиха системата TrueSight vision,  „елегантния“ интерфейс и динамичния свят на играта. 
През октомври 1999 г. Westwood започва „Meet Nox Tour“ в района на залива на Сан Франциско като част от маркетингова кампания за повишаване на осведомеността за играта и получаване на обратна връзка за бета тестване. Събитието беше LAN парти, което продължи около пет часа и завърши с поредица от мултиплейър турнири; с крайна награда от US$200 CompUSA карта със съхранена стойност. Цялото турне приключи малко преди излизането на играта и според изпълнителния продуцент Джон Хайт беше „огромен успех“.  За да популяризира Nox след пускането на пазара, през юни 2000 г. в Лас Вегас беше организирано друго събитие от Westwood; LAN партито беше масов турнир, завършил с последен директен сблъсък между двама геймъри с най-висок резултат, за да спечелят нова компютърна система на стойност 2500 щатски долара. 
Nox беше повторно разпространен чрез цифрова доставка  в Origin,  и GOG.com на CD Projekt . 

## Рецепция
Играта получи положителни отзиви според уебсайта за агрегация на рецензии GameRankings . Често го сравняваха с Diablo II,   който беше пуснат пет месеца след него. Трент С. Уорд от IGN похвали играта като успешен клонинг на Diablo и силно препоръча първата, позовавайки се на нейната графика и качество на играта, но критикувайки някои от нейните звукови ефекти. P. Stefan „Desslock“ Janicki от GameSpot каза, че някои от елементите на геймплея са напълно нови, и оцени както компонента за един играч, така и за мултиплейър на играта, описвайки я като предизвикателна и забавна. Напротив, Джони Б. от GameRevolution заяви, че играта няма „нищо много оригинално“, въпреки че има забележима графика, разнообразие и геймплей. Играта е прегледана през 2000 г. в Dragon #271 от Джони Л. Уилсън в колоната „Силиконово магьосничество“. Уилсън коментира, че „играта има красиво изкуство, впечатляваща технология, почти неограничено действие и прекрасен стил в използването на капани“. Майкъл Лафърти от GameZone му даде девет от десет, казвайки: „Със страхотната графика, интерактивната игрална дъска и предизвикателството, това непременно ще бъде едно от най-успешните заглавия, които Westwood е произвеждал някога“.  Въпреки това, Ерик Брачър от NextGen каза: „ Nox ще има трудно време да избегне уволнението, ' Diablo wannabe“ (особено с Diablo II, който се очертава на хоризонта), но тези, които го опитат, ще намерят солидна игра, която може да стои самостоятелно достойнства."

Играта беше финалист за наградите на Академията за интерактивни изкуства и науки за 1999 г. „Изключително постижение в развитието на герои или история“ и „Изключително постижение в дизайна на игри“, всички от които отидоха за Age of Empires II: The Age of Kings, Thief : The Dark Project (и двамата с равенство) и The Sims, съответно. 

## Отменено продължение
Изпълнителният продуцент Джон Хайт каза, че Westwood обмисля пакет за разширение и продължение на Nox .  Разширението, озаглавено NoxQuest, беше пуснато като безплатно изтегляне на 1 август 2000 г. и се фокусира върху мултиплейър аспектите на играта.   Той включваше последната корекция, актуализираща играта до версия 1.2 и включваше редица нови заклинания, измислени за, но не приложени в оригиналната игра. 
Малко след пускането на пач 1.2, Westwood Studios (което е подгрупа на Electronic Arts) загуби пълните права на Nox към EA, която след това пое „разработката“. EA избра повече да не поддържа Nox и официалните сървъри на Westwood за мултиплейър Clan, Ladder и Standard бяха затворени, както и системата за онлайн класиране по стълби. 

## Външни линкове
- Nox at MobyGames
- https://www.mobygames.com/game/windows/nox

|  | Тази страница частично или изцяло представлява превод на страницата Nox (video game) в Уикипедия на английски. Оригиналният текст, както и този превод, са защитени от Лиценза „Криейтив Комънс – Признание – Споделяне на споделеното“, а за съдържание, създадено преди юни 2009 година – от Лиценза за свободна документация на ГНУ. Прегледайте историята на редакциите на оригиналната страница, както и на преводната страница, за да видите списъка на съавторите. ВАЖНО: Този шаблон се отнася единствено до авторските права върху съдържанието на статията. Добавянето му не отменя изискването да се посочват конкретни източници на твърденията, които да бъдат благонадеждни. |